# Jules Develle

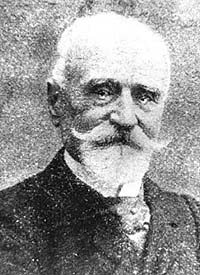
Jules Paul Develle

Jules Paul Develle (Bar-le-Duc 12 april 1845 – Parijs 30 oktober 1919), was een Frans politicus.

## Biografie
Jules Develle werd op 12 april 1845 geboren in Bar-le-Duc, in het noordelijke departement Meuse. Hij studeerde rechten en was werkzaam als advocaat. Later werd hij secretaris van president Jules Grévy. Van 1877 tot 1898 was hij links republikeins lid van de Kamer van Afgevaardigden (Chambre des Députés). Hij vertegenwoordigde van 1877 tot 1885 het departement Eure en van 1885 tot 1898 het departement Meuse. Hij gold als een landbouwexpert en voerde in de Kamer vooral het woord over landbouwvraagstukken. Als kamerlid was hij een voorstander van een protectionistische landbouwpolitiek (voorstander verhoging invoerrechten op buitenlandse landbouwproducten). Daarnaast stimuleerde hij de vorming van vakbonden voor landbouwers.
Jules Develle was in 1879 en in 1882 staatssecretaris van Binnenlands Zaken; in 1882 was hij tevens staatssecretaris van Kerkelijke Zaken. Hierna was hij meerdere malen minister:
- 29 januari - 27 februari 1883: onderminister van Binnenlandse Zaken en Kerkelijke Zaken in het kabinet-Fallières
- 7 januari - 3 december 1886: minister van Landbouw in het kabinet-De Freycinet III
- 11 december 1886 - 17 mei 1887: minister van Labndbouw in het kabinet-Goblet
- 17 maart 1890 - 18 februari 1892: minister van Landbouw in het kabinet-De Freycinet IV
- 27 februari - 28 november 1892: minister van Landbouw in het kabinet-Loubet
- 6 december 1892 - 30 maart 1893: minister van Landbouw in de kabinet-Ribot I en II
- 12 maart - 30 maart 1893: interim-minister van Justitie en grootzegelbewaarder in het kabinet-Ribot II
- 4 april - 23 november 1893: minister van Buitenlandse Zaken in het kabinet-Dupuy I

Jules Develle was van 1910 tot 1919 voor het departement Meuse lid van de Senaat (Sénat).
Hij overleed op 74-jarige leeftijd.

## Trivia
- Zijn broer Edmond Develle (1831-1909) was President van de Generale Raad (Président du Conseil Général) van Meuse en tussen 1885 en 1909 lid van de Senaat (voor Meuse) .